# Nicolás López (Fußballspieler, 1993)
Nicolás López, vollständiger Name Nicolás Federico López Alonso (* 1. Oktober 1993 in Montevideo), ist ein uruguayischer Fußballspieler.

## Karriere

### Verein
Der 1,79 Meter große Mittelstürmer, nicht zu verwechseln mit dem gleichnamigen uruguayischen Fußballprofi Nicolás López, der unter anderem für Racing, den ecuadorianischen Manta FC und El Tanque Sisley aktiv war, gehörte seit seinem 12. Lebensjahr Nacional Montevideo an. Dort spielte er in den Jugendmannschaften und schaffte zu einem Zeitpunkt, als er noch für die Quarta División spielberechtigt war, bereits den Sprung in die Tercera División. In der Clausura 2011 und der Apertura 2011 stand er im Erstligakader der Bolsos. Sein Debüt in der Primera División feierte der von seinen Mitspielern – wohl aufgrund seiner markanten Zähne – "Conejito" (dt.: Häschen) genannte López unter Trainer Juan Ramón Carrasco am 24. April 2011 in der Begegnung mit Central Español. Direkt bei seinem ersten Einsatz erzielte er auch seinen Premierentreffer in Uruguays höchster Spielklasse. Insgesamt schoss er für Nacionals Erstligateam in fünf Einsätzen drei Tore. In jenem Jahr wurde er im April 2011 mit zwölf erzielten Toren zudem Torschützenkönig beim Punta Cup, den Nacional als Zweitplatzierter beendete. In der Spielzeit 2010/11 wurde er mit den Bolsos Uruguayischer Meister. Sodann führte ihn sein Weg im Januar 2012 nach Italien. Dort schloss er sich dem AS Rom an. Bei den Römern debütierte er am 1. Spieltag der Saison 2012/13 am 26. August 2012 beim 2:2 gegen Catania Calcio und steuerte den Ausgleichstreffer bei. Insgesamt wurde er sechsmal in der Serie A eingewechselt und war einmal als Torschütze erfolgreich. Am 13. Juli 2013 wechselte er innerhalb Italiens zu Udinese Calcio. Nachdem er bereits einmal in der Europa-League-Qualifikation gegen Slovan Liberec für seinen neuen Klub eingesetzt worden war, debütierte er im Spiel gegen Atalanta Bergamo am 29. September 2013 auch in der Serie A. Sein erstes und Serie-A-Tor für Udinese schoss er am 21. Dezember 2013 beim 1:2-Auswärtssieg vom 17. Spieltag gegen AS Livorno. Insgesamt bestritt er dort in der Spielzeit 2013/14 21 Ligaspiele und erzielte dabei zwei Tore. Ende August 2014 wechselte er für ein Jahr auf Leihbasis zu Hellas Verona. Das Leihgeschäft beinhaltete eine Kaufoption mit einer Transfersumme von 18 Millionen Euro, die für den von Pablo Bentancur vertretenen Spieler zu zahlen wäre. In der Spielzeit 2014/15 lief er 24-mal (fünf Tore) in der Serie A auf. Sein Verein beendete die Saison auf dem 13. Rang. Anfang August 2015 wechselte er im Rahmen eines weiteren Leihgeschäfts für ein Jahr nach Spanien zum FC Granada. Zeitgleich verlängerte er seinen Vertrag bei Udinese bis Juni 2019. Für die Spanier lief er in acht Erstligaspielen und zweimal in der Copa del Rey auf, konnte aber keinen Treffer erzielen. Im Januar 2016 wurde er an Nacional Montevideo ausgeliehen. In der Clausura 2016 absolvierte er zwölf Partien und traf siebenmal ins gegnerische Tor. Zudem bestritt er neun Begegnungen in der Copa Libertadores 2016 und erzielte vier Treffer.
Ende Juli 2016 wurde er von Udinese Calcio zum brasilianischen Klub Internacional Porto Alegre transferiert. In der Série A 2016 trat er noch in zwölf Spielen an (kein Tor). Am Saisonende belegte der Klub den 17. Platz und musste in die Série B 2017 absteigen. Hier wurde als Tabellenzweiter der direkte Wiederaufstieg erreicht (32 Spiele, neun Tore). 2019 erreichte er mit dem Klub das Finale des Copa do Brasil 2019. Man unterlag aber nach 0:1 und 1:2 gegen Athletico Paranaense.
Zur Saison 2020 wechselte López nach Mexiko zu den UANL Tigres. Gleich in seinem ersten Jahr feierte er hier seinen größten Erfolg mit dem Gewinn der CONCACAF Champions League 2020. Bei den Tigres blieb er bis Juli 2023, dann wechselte er zum Ligakonkurrenten Club León.

### Nationalmannschaft
López debütierte am 11. Oktober 2012 unter Trainer Juan Verzeri beim 2:1-Sieg gegen Perus U-20-Auswahl in der uruguayischen U-20-Nationalmannschaft. Er gehörte dem Aufgebot der uruguayischen U-20-Auswahl bei der U-20-Fußball-Südamerikameisterschaft 2013 in Argentinien an. Dort absolvierte er neun Spiele und traf sechsmal. Im Juli 2013 wurde er sodann bei der U-20-Fußball-Weltmeisterschaft 2013 in der Türkei Vize-Weltmeister mit Uruguay. Im Verlaufe des Turniers bestritt er sieben Partien, erzielte vier Tore und wurde schließlich mit dem Silbernen Ball ausgezeichnet. Bislang (Stand: 5. Juli 2013) absolvierte er 19 Länderspiele für die U-20, in denen er insgesamt elf Treffer erzielte.

### Erfolge
Nationalmannschaft
- U-20-Vize-Weltmeister 2013

Nacional Montevideo
- Uruguayischer Meister 2010/11

Internacional
- Recopa Gaúcha: 2017

Tigres UANL
- CONCACAF Champions Cup: 2020
- Liga MX: 2023 (Clausura)